# Riccardo Levi-Setti
Riccardo Levi-Setti (* 12. Juli 1927 in Mailand; † 8. November 2018 in Chicago) war ein US-amerikanischer Physiker und Trilobiten-Forscher.
Levi-Setti war als Jude im italienischen Widerstand. Er wurde an der Universität Pavia 1949 in Physik promoviert und habilitierte sich 1955 an der Universität Rom (Libera Docenza). 1951 bis 1956 war er am Nationalen Forschungsinstitut für Kernphysik in Mailand und danach am Enrico Fermi Institut der University of Chicago, wo er 1957 bis 1962 Assistant Professor war (und gleichzeitig ab 1957 bis 1964 Dozent in Mailand). 1963 war er als Guggenheim Fellow beim CERN. 1962 wurde er Associate Professor und 1965 Professor für Physik an der Universität Chicago. 1992 bis 1998 war er Direktor des Enrico Fermi Instituts. Seit 2000 ist er Professor Emeritus.
Levi-Setti erfand ein Gerät für Sekundärionenmassenspektrometrie (SIMS), die Scanning Ion Microprobe (UC-SIM), das von den Materialwissenschaften bis zur Biologie Anwendung fand. Damit können Oberflächen mit einer Auflösung von unter 100 Nanometer durch Bestrahlung mit Ionen und Analyse der gestreuten Ionen in einem hochauflösenden Massenspektrometer untersucht werden. Er selbst wandte es unter anderem auf die Untersuchung von Chromosomen an, wobei er zum Beispiel die Verteilung von Magnesium und Kalzium Kationen in den Chromosomen von Dinoflagellaten auflösen konnte und zeigte, dass diese die für Strukturstabilität wichtige Ladungsneutralität der Chromosomen in diesen einfachen Eukaryoten ohne Histone sicherstellen.
Levi-Setti ist als Trilobiten-Experte bekannt und veröffentlichte einen Bildband über Trilobiten. Er sammelte diese seit 1956 weltweit, unter anderem in Marokko, und präpariert sie selbst. Seit 1976 ist er als Research Associate mit dem Field Museum of Natural History der Universität Chicago verbunden. Er arbeitete unter anderem mit Euan Clarkson in den 1970er Jahren über die Sehmechanismen von Trilobiten, wobei er sein Ionen-Mikroproben Instrument einsetzte. 2008 erhielt er den Charles Sternberg Award der Association of Applied Paleontological Sciences.
Er ist Fellow der American Physical Society (1962). Er erhielt den Leonardo da Vinci Award der Sons of Italy in America. 1953 erhielt er den Preis der Stadt Como der italienischen physikalischen Gesellschaft und 1995 wurde er Commendatore dell'Ordine al Merito della Republica Italiana. 2015 wurde ein Asteroid nach ihm benannt: (45700) Levi-Setti.
Er starb am 8. November 2018 im Alter von 91 Jahren in Chicago.

## Schriften
- Trilobites, University of Chicago Press, 1975, 2. Auflage 1993
- mit K. L. Gavrilov High Resolution Secondary Ion Mass Spectrometry Imaging, in J. Hornak (Herausgeber) Encyclopedia of Imaging Science and Technology, Wiley 2002
- mit Euan Clarkson, G. Horvath The eyes of Trilobites: The oldest known visual system, Arthropod Structure & Development, Band 35, 2006, S. 247
- dieselben: The eye: Paleontology, in Frontiers of Life, Band 1 The origins of Life, Academic Press 2001
- mit Thomas Lasinski Strongly interacting particles, University of Chicago Press 1973
- Elementary Particles, University of Chicago Press 1963